# Перехрестівська сільська рада (Захарівський район)
Перехре́стівська сільська́ ра́да — колишня адміністративно-територіальна одиниця та орган місцевого самоврядування у Захарівському районі Одеської області. Адміністративний центр — село Перехрестове.
У період 17 липня — 25 жовтня 2020 року відносилась до Роздільнянського району. Ліквідована 25 жовтня 2020 року.

## Загальні відомості
Перехрестівська сільська рада утворена в 1959 році.
- Територія ради: 51,23 км²
- Населення ради: 1 534 особи (станом на 2001 рік)

## Населені пункти
Сільській раді підпорядковані населені пункти:
- с. Перехрестове
- с. Перехрестове Перше
- с. Петрівка

## Населення
Згідно з переписом 1989 року населення сільської ради становило 2377 осіб, з яких 1057 чоловіків та 1320 жінок.
За переписом населення 2001 року в сільській раді мешкало 1529 осіб.

### Мова
Розподіл населення за рідною мовою за даними перепису 2001 року:
| Мова       | Відсоток |
| ---------- | -------- |
| українська | 90,03 %  |
| молдовська | 5,41 %   |
| російська  | 3,26 %   |
| німецька   | 0,59 %   |
| циганська  | 0,26 %   |
| білоруська | 0,13 %   |
| польська   | 0,13 %   |
| болгарська | 0,07 %   |

## Склад ради
Рада складається з 16 депутатів та голови.
- Голова ради: Грекуляк Василь Іванович
- Секретар ради: Стрельбицька Валентина Тимофіївна

### Керівний склад попередніх скликань
| Прізвище, ім'я, по батькові    | Основні відомості                                                 | Дата обрання | Дата звільнення |
| ------------------------------ | ----------------------------------------------------------------- | ------------ | --------------- |
| Кириленко Володимир Васильович | Сільський голова, 1950 року народження, член Партії регіонів      | 26.03.2006   | 20.04.2009      |
| Грекуляк Василь Іванович       | Сільський голова, 1962 року народження, освіта вища, безпартійний | 31.10.2010   |                 |

Примітка: таблиця складена за даними сайту Верховної Ради України

### Депутати
За результатами місцевих виборів 2010 року депутатами ради стали:

#### За суб'єктами висування
| Суб'єкт висування            | Кількість обраних депутатів | %    |
| ---------------------------- | --------------------------- | ---- |
| Партія регіонів              | 9                           | 56,3 |
| Самовисування                | 5                           | 31,3 |
| Комуністична партія України  | 1                           | 6,3  |
| Соціалістична партія України | 1                           | 6,3  |

#### За округами
| № округу                     | Прізвище, ім'я, по батькові       | Дата визнання обраним | Освіта             | Партійна приналежність             | Відомості про обраного депутата                       |
| ---------------------------- | --------------------------------- | --------------------- | ------------------ | ---------------------------------- | ----------------------------------------------------- |
| Комуністична партія України  |                                   |                       |                    |                                    |                                                       |
| 10                           | Завозненко Василь Іванович        | 03.11.2010            | середня спеціальна | позапартійний                      | пенсіонер                                             |
| Партія регіонів              |                                   |                       |                    |                                    |                                                       |
| 1                            | Кравчук Тетяна Євгенівна          | 03.11.2010            | середня спеціальна | член Партії регіонів               | приватний підприємець                                 |
| 2                            | Білоусов Василь Іванович          | 03.11.2010            | середня            | член Партії регіонів               | Перехрестівський залізничний вокзал, черговий         |
| 5                            | Суружіу Ольга Сергіївна           | 03.11.2010            | вища               | член Партії регіонів               | Перехрестівський навчально-виховний комплекс, вчитель |
| 7                            | Стрельбицька Валентина Тимофіївна | 03.11.2010            | середня спеціальна | член Партії регіонів               | Перехрестівська сільська бібліотека, бібліотекар      |
| 9                            | Мирзенко Олександр Леонідович     | 03.11.2010            | середня спеціальна | член Партії регіонів               | КЧ-2, Роздільна, бригадир                             |
| 11                           | Гогулінська Наталія Миколаївна    | 03.11.2010            | середня спеціальна | позапартійна                       | Перехрестівська сільська рада, землевпорядник         |
| 12                           | Баланюк Василь Михайлович         | 03.11.2010            | середня            | позапартійний                      | м. Одеса, охоронець                                   |
| 14                           | Лазуришак Раїса Олексіївна        | 03.11.2010            | вища               | член Партії регіонів               | Перехрестівська сільська рада, секретар               |
| 15                           | Зестря Марія Петрівна             | 03.11.2010            | середня            | член Партії регіонів               | пенсіонер                                             |
| Соціалістична партія України |                                   |                       |                    |                                    |                                                       |
| 8                            | Кофіджиу Наталія Дмитрівна        | 03.11.2010            | середня спеціальна | член Соціалістичної партії України | Перехрестівський навчально-виховний комплекс, завгосп |
| Самовисування                |                                   |                       |                    |                                    |                                                       |
| 3                            | Єфремкіна Наталія Анатоліївна     | 03.11.2010            | середня            | позапартійна                       | приватний підприємець «Чабан», продавець              |
| 4                            | Яніков Микола Іванович            | 03.11.2010            | середня            | член Партії регіонів               | пенсіонер                                             |
| 6                            | Вегерчук Станіслав Микитович      | 03.11.2010            | середня            | позапартійний                      | пенсіонер                                             |
| 13                           | Мусійчук Галина Анатоліївна       | 03.11.2010            | середня спеціальна | позапартійна                       | тимчасово не працює                                   |
| 16                           | Мельцов Борис Миколайович         | 03.11.2010            | середня            | член Партії регіонів               | фермерське господарство «Ірина», тракторист           |